# 7 Gold
7 Gold (nommée anciennement Italia 7 Gold) est une chaîne de télévision nationale italienne lancée en 1999. En quelques années, elle couvre une grande partie du territoire italien avec ses répéteurs, devenant occasionnellement affiliée à diverses télévisions locales.
En octobre 2014, c'est le réseau local le plus suivi en Piémont, Lombardie, Val d'Aoste, Vénétie, Émilie-Romagne, Latium, Calabre, Sicile, Sardaigne, Marches, Toscane, Ombrie, Abruzzes, Pouilles, Basilicate et Frioul-Vénétie-Julienne.

## Histoire de la chaîne
La chaîne est lancée le 31 mai 1999 sous le nom de Italia 7 Gold par les entrepreneurs Giorgio Tacchino, Giorgio Galante et Luigi Ferretti, respectivement propriétaires de Telecity, Telepadova et Sestarete, trois télévisions qui étaient auparavant affiliées à Italia 7 et desquelles ils se sont séparés après que Francesco Di Stefano, fondateur dEuropa 7, décida de participer à l'appel d'offres pour l'attribution des fréquences, renonçant ainsi à la syndication des diffuseurs locaux qui jusque-là avaient diffusé le signal dEuropa 7.
Le siège est basé à Assago en Lombardie.
Initialement, la chaîne n'est visible qu'en Italie du Nord, elle se propage quelques années plus tard sur presque tout le territoire national, enregistrant une audience croissante qui, selon les résultats de "Auditel" atteint des sommets de 1,5 %, surtout le soir et la nuit. 
En 2001, lorsque Telemontecarlo devient LA7, l'éditeur du réseau avertit Telecom Italia, propriétaire du réseau naissant, d'utiliser le nom avec le numéro 7 menaçant des actions en justice et marquant d'une manière controversé leurs transmissions avec un logo qui porte le mot "La Sette" ainsi que celui qui est officiel .
Le 15 février 2001, avec le match PSV Eindhoven - Parme Calcio, la chaîne est parmi les principaux diffuseurs locaux à diffuser un match de football de huitième de finale de la Coupe UEFA.
Durant l'été 2006, Telecity prend le nom "Italia 7". À partir de septembre 2006, Italia 7 change de nom et adopte le nouveau nom de "7 Gold".  
Du 10 décembre 2010 au décembre 2012, la programmation de 7 Gold devient visible sur le satellite Hot Bird grâce à 7 Gold Telecity. 
À partir du 10 septembre 2017, la chaîne met à jour son logo qui devient transparent et la mention « GOLD » est abrégée avec la lettre initiale placée à côté du chiffre 7, ce qui donne un rendu plus stylisée « 7G ». 
De nouvelles études sont également menées au siège de la chaîne, permettant ainsi, la diffusion d'image en HD sur celle-ci.

## Programmes
- Tg7
- Tg7 Sport
- 7 Flash
- Aria Pulita Mattina
- Punto di domanda
- Trentatré - La tv della salute
- Agrisapori
- Documentari
- Tackle
- Meraviglioso
- The Coach
- Crossover - Universo Nerd
- Il bello del mattone
- Due chiacchiere in cucina
- Casalotto
- Liguria Selection
- Alerte Cobra